# Gryllus texensis
Gryllus texensis (лат.) — вид прямокрылых насекомых из семейства сверчков. Северная Америка.

## Распространение
Северная Америка: США (Техас и окрестные штаты), а также Мексика, от уровня моря до 1300 м.

## Описание
Сверчки чёрного цвета (задние бёдра светлее на внутренней поверхности). Отличаются от близких видов (Gryllus rubens, Gryllus regularis) особенностями морфологии (крупные и средние размеры, блестящая переднеспинка, задние крылья короткие и длинные, длинный яйцеклад), ДНК и акустической коммуникации (пения). Доминантная частота акустической сигнализации более 5000 Гц. Характерен для пастбищ, газонов и других открытых, травянистых территорий от уровня моря до 1300 м. Вид был впервые описан в 2000 году, а его валидный статус подтверждён в ходе ревизии, проведённой в 2019 году американскими энтомологами Дэвидом Вейссманом (David B. Weissman; Department of Entomology, Калифорнийская академия наук, Золотые ворота, Сан-Франциско, США) и Дэвидом Грэем (David A. Gray; Department of Biology, Университет штата Калифорния, Northridge, Калифорния).